# Баборо (Кјети)
Баборо (итал. Baboro) је насеље у Италији у округу Кјети, региону Абруцо.
Према процени из 2011. у насељу је живело 137 становника. Насеље се налази на надморској висини од 217 м.